# Esporte Clube São José (São José do Rio Claro)
Esporte Clube São José é um clube brasileiro de futebol da cidade de São José do Rio Claro, no estado de Mato Grosso. Foi fundado dia 16 de março de 1991. Suas cores são o vermelho e o branco.